# Movimento e istituzione
Movimento e istituzione è un saggio di sociologia scritto da Francesco Alberoni nel 1977; una nuova edizione aggiornata è stata pubblicata nel 2014.
Il saggio è dedicato alla sociologia dei movimenti collettivi. Il concetto sviluppato nel libro gravita attorno alla definizione dello stato nascente, la condizione nascente, il momento in cui la leadership, le idee, la comunicazione si fondono dando origine al movimento.

## Edizioni
- Francesco Alberoni, Movimento e istituzione, Il Mulino, 1977.
- Francesco Alberoni, Movimento e istituzione. Come nascono i partiti, le chiese, le nazioni e le civiltà, Sonzogno, 2014.